# Mari Puri Herrero

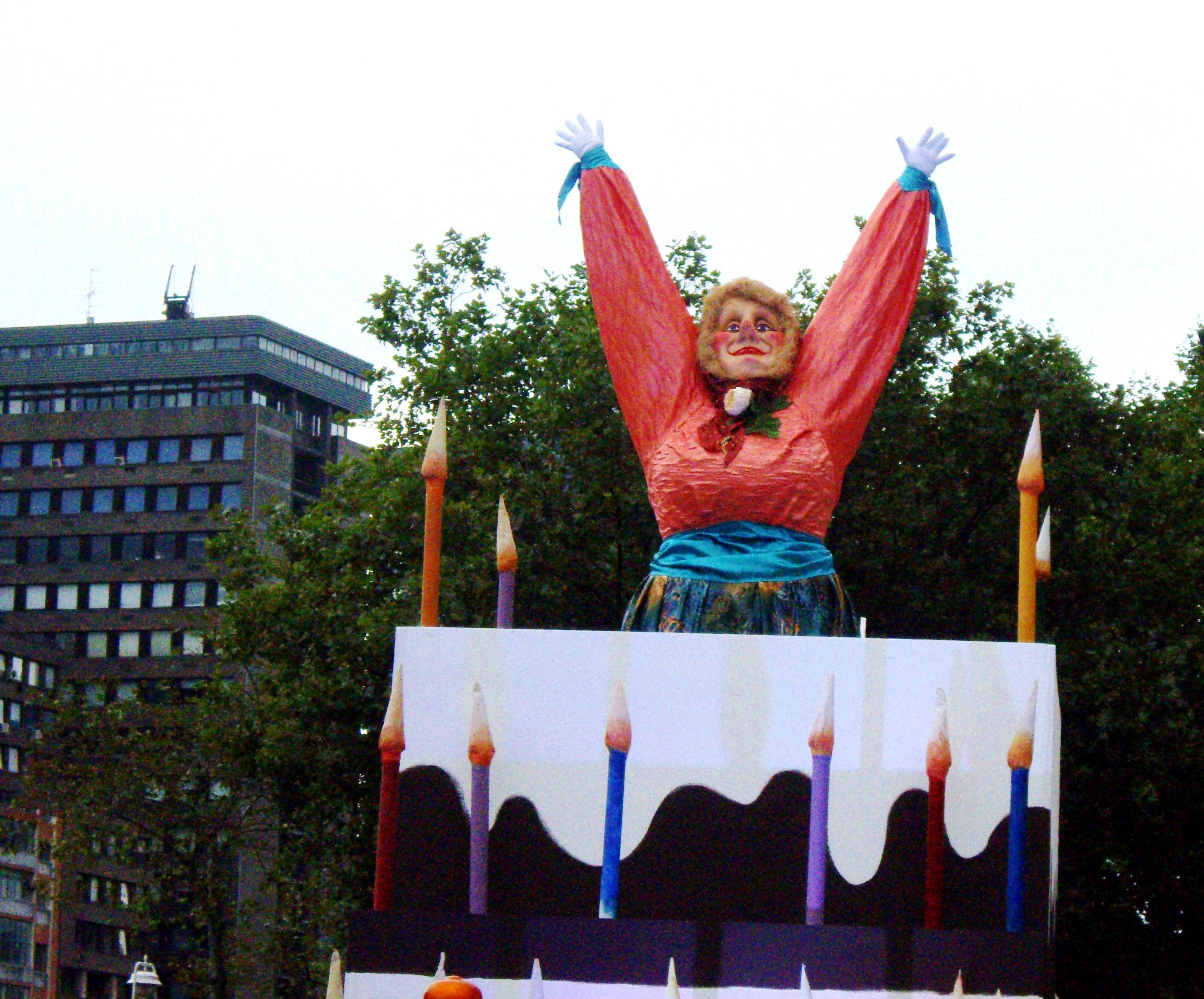
Marijaia, diseñada por Mari Puri Herrero, en un desfile por las calles de Bilbao.

Mari Puri Herrero (Bilbao, Vizcaya, 10 de diciembre de 1942) es una pintora y grabadora española. 

## Biografía
Estudió pintura con el profesor don Ascensio Martiarena en San Sebastián, ampliando sus conocimientos en la Academia del Círculo de Bellas Artes de Madrid en 1958. En 1966 consigue una beca de la Diputación de Vizcaya y el Gobierno Holandés para estudiar en la Rijksakademie de Ámsterdam iniciándose en el linóleo con Dimitri Papageorgiu y en el aguafuerte en el taller de Enrique Ortiz. Trabaja el aguafuerte, la xilografía y la pintura siempre de modo figurativo. Residió dos años en Holanda con una beca y en 1966 fue premiada conjuntamente por la Diputación Foral de Vizcaya y el Gobierno de Holanda por mostrar y enseñar sus conocimientos de pintura y grabado en la Academia Rijks de Ámsterdam. Estuvo en París de 1969 a 1971. Vive en París entre 1969 y 1971 y se instala finalmente en Lejona.

## Estilo
Los temas más habituales de Herrero son figuras en paisajes e interiores. Al contrario que otros pintores vascos, Herrero opta por argumentos poéticos y literarios más universales, y no cae en el tópico de «lo vasco». Sus personajes son hombres trajeados y figuras con ropajes atemporales, vagamente antiguos. Aunque en un primer vistazo sus obras se pueden etiquetar de amables, muchas incluyen rasgos inquietantes, presencias furtivas y sonrisas ambiguas. Es recurrente la aparición de personajes con corbata, para los cuales no es fácil buscar un significado único. Árboles y pájaros son también muy frecuentes en su pintura.
El estilo de Herrero ha evolucionado, a lo largo de cuarenta años, de una figuración sólida, de colores saturados y perfiles cerrados, a otra más ligera, de pincelada suelta y mayor luminosidad. Su producción juvenil (Paisaje con Figuras, 1966) se caracteriza por una paleta un tanto oscura, de verdes y azules en pinceladas lisas. En otras pinturas, Herrero emplea trazos más gestuales y tonos más contrastados. En los años 80-90 los tonos cálidos se reducen habitualmente a dorados y rosas, aplicados en áreas localizadas y sin estridencias.

## Grabados
Sus primeros tanteos, en los años 60, fueron xilografías. En la década siguiente, Herrero se centró en el aguafuerte. Ejemplo sobresaliente de ello es la gran estampa Comedor, de 1979, relacionada con dos cuadros (Museo de Bellas Artes de Bilbao y Museo de Arte e Historia de Durango). Herrero ha supervisado, además, la estampación de viejas planchas de Ricardo Baroja, y entre sus discípulos se cuenta a Baroja Collet. 
Su última producción grabada, al igual que la pictórica, se mueve en una figuración menos delineada, de contornos más evanescentes y un mayor interés por las texturas. En colaboración con el taller Beittu Art, Herrero se ha adentrado en otra técnica más: la serigrafía.
El citado Museo de Arte e Historia de Durango custodia un rico fondo gráfico de la artista.

## DeMarijaiaal Palacio de La Zarzuela
Autora de cierta proyección popular, se la recuerda por haber creado el personaje de Marijaia, símbolo de la Semana Grande de Bilbao. También ha diseñado algún logotipo institucional. Su prestigio se ha expandido por España: ha participado en varias ediciones de la feria ARCO. Entre otras muchas exposiciones, se recuerda una en Marbella y otra en Zaragoza.
Herrero está presente en los más importantes museos vascos. El Museo de Bellas Artes de Bilbao posee un variado fondo suyo, con lienzos de gran formato pertenecientes a diversas etapas. Hacia 2002 adquirió al menos dos de su producción reciente: un interior abierto al Arenal (1999) y un parque con transeúntes (h. 2002), ambos incluidos en una exposición colectiva de nuevas adquisiciones de dicho museo (diciembre de 2007).
Asimismo, el Museo Vasco de Arte Contemporáneo Artium, de Vitoria, conserva en su Colección una pintura (Campa, de fecha desconocida) y dos grabados (Tarde de domingo, de 1972, y Hombre con papeles, de 1977).
Un lienzo de esta pintora fue elegido por el Senado de España como regalo institucional para el Príncipe Felipe de Borbón y Doña Letizia Ortiz con motivo de sus nupcias.

## Premios y reconocimientos
En 2019 recibió el distintito 'Ilustre de Bilbao', otorgado por El Ayuntamiento de Bilbao.

## Exposiciones individuales
- 2007 / “nada semejante / antzekorik ez". Galería Arteko, San Sebastián
- 2006 / Galería Colón XVI, Bilbao
- 2004 / Pedro Peña Gallery, Marbella
- 2003 / Galería Colón XVI, Bilbao; Galería Metta, Madrid
- 2002 / Grabados. Beittu Art Gallery, Durango, Vizcaya
- 2001 / “Visto y no visto”. Galería Metta
- 1997 / Galería A'G Juan Manuel Lumbreras. Bilbao y Londres, Ugarte, Vitoria
- 1996 / Aguafuerte, inauguración de la Galería A + T de Bilbao
- 1995 / "La vida por las nubes", Galería Antonia Puyó. Zaragoza
- 1994 / "Con los cinco sentidos", Galería Gamarra y Garrigues Madrid
- 1993 / "A tiempo, por lo visto" Sala Carlos III de la Universidad Pública de Navarra, Pamplona; "Por lo visto", Galería 16, San Sebastián
- 1992 / "Dibujos 1959 - 1992" Sala de Exposiciones BBK, Bilbao. Con motivo de la edición del libro "M. P. Herrero Dibujos 1959-1992"
- 1991 / Galería Ederti, Bilbao; Aguafuertes y collages en Galería Tórculo, Madrid
- 1989 / "En la tierra como en el cielo", Galería Gamarra y Garrigues, Madrid; Galería 16, San Sebastián
- 1988 / "La Cita". Galería Ederti, Bilbao
- 1986 / Galería Gamarra y Garrigues, Madrid; "La Noche y el Día". Salas Municipales de Cultura de Durango, Vizcaya; "Motivos de sobresalto" en el Museo de Bellas Artes de Bilbao
- 1985 / Acuarelas. Sala de Exposiciones de la Caja de Ahorros Vizcaína, Bilbao
- 1984 / Galería 16, San Sebastián
- 1983 / "Lo que dice". Galería Alençon, Madrid; Grabado. Galería Tórculo, Madrid; Fundación Rodríguez Acosta, Granada; "Arteder 83", Feria de Arte Contemporáneo, Bilbao.

## Exposiciones colectivas
- 2007 / ARCO’07, Galería Metta, Madrid
- 2006 / Art Paris, Galería Metta, Paris
- 2005 / ARCO’05, Galería Metta, Madrid
- 2004 / ARCO’O4. Galería Metta, Madrid
- 2003 / ARCO’03. Galería Metta, Madrid
- 2002 / ARCO’02. Galería Metta, Madrid
- 2001 / ARCO’01. Galería Metta, Madrid
- 2000 / ARCO’00.Galería Antonio Puyo, Zaragoza; “Recortables”. Galería Metta, Madrid
- 1998 / "II Trienal de Arte Gráfico, La estampa contemporánea" Palacio de Revillagigedo, Gijón; "Arte en la Catedral", Sala Rekalde, Bilbao
- 1997 / Exposición junto con Gonzalo Chillida en Galería D. V. de San Sebastián
- 1996 / Arco96 con la Galería Gamarra
- 1995 / "Arte y Artista, Vascos en los años 60". Koldo Mitxelena Kulturunea. San Sebastián; "Acuarela en las Vanguardias Vascas", Museo de Bellas Artes de Bilbao, Museo San Telmo de San Sebastián y Sala Amárica de Vitoria
- 1988 / "La Estampa Contemporánea en España", Calcografía Nacional, Madrid
- 1987 / "Arte Vizcaya", Sala de Exposiciones de la Diputación Foral de Vizcaya; "XX Aniversario de la Galería Seiquer", Madrid.

## Museos y colecciones
- ARTIUM-Centro Museo Vasco de Arte Contemporáneo, Vitoria.
- Biblioteca Nacional, Madrid.
- Bizkaiko Batzar Nagusiak-Juntas Generales de Bizkaia.
- Bizkaiko Foru Aldundia-Diputación Foral de Bizkaia, Bilbao.
- Colección Banco Europeo de Inversiones, Luxemburgo.
- Colección Fundación Banco Bilbao Vizcaya Argentaria, Bilbao.
- Colección Fundación Banco Exterior de España, Madrid.
- Colección Fundación Bilbao Bizkaia Kutxa Fundazioa, Bilbao.
- Colección Iberdrola, Bilbao.
- Colección Testimoni, "la Caixa", Barcelona.
- Gobierno Vasco, Vitoria.
- Institución Cultural "el Brocense", Cáceres.
- MNCARS-Museo Nacional Centro de Arte Reina Sofía, Madrid.
- Museo de Arte e Historia, Durango (Bizkaia).
- Museo de Bellas Artes de Bilbao, Bilbao.
- Museo Diocesano de San Sebastián, San Sebastián.